# Duško Trifunović
Duško Trifunović, bosanski književnik, * 1933, Sijekovac pri Bosanskem Brodu, Kraljevina Jugoslavija, † 28. januar 2006, Novi Sad, Srbija in Črna gora.
V mladosti se je najprej šolal za ključavničarja, končal je tudi gozdarsko šolo. Nato je na Filozofski fakulteti v Sarajevu študiral književnost. Bil je urednik literarnega časopisa Život in sekretar Združenja pisateljev Bosne in Hercegovine. Vse do leta 1992 je delal kot urednik otroškega in mladinskega programa Televizije Sarajevo.
Njegova pesniška besedila so izvajali mnogi glasbeniki, med drugimi tudi Indexi, Teška industrija in Bijelo dugme, najbolj znana pa so Ima neka tajna veza, Šta bi dao da si na mom mjestu, Pristao sam, biću sve što hoće...
Od leta 1992 je živel v Novem Sadu in v Sremskih Karlovcih.

## Delo
Trifunović je pisal predvsem poezijo, vendar njegov književni opus obsega tudi štiri romane, dramska besedila in filmske scenarije. Za svoja dela je prejel številne nagrade, med njimi Brankovo nagrado in Šestoaprilsko nagrado mesta Sarajevo.
Pesniške zbirke
- Zlatni kuršum (1958),
- Babova rđava baština (1960),
- Jetke pripovetke (1962),
- Tumač tiranije (1966),
- Bukvalno tako (1966),
- Šok soba (1972),
- Knjiga za čitanje i pjevanje (1977),
- Dnevnik i noćnik (1984),
- Pobednički krug (1987),
- Slobodni pad (1987),
- Vučedolska golubica (1988),
- Tempo secondo (1994),
- Tajna veza (1994),
- Carska bara (2000),
- Breza na mesečini (2000),
- Veliko otvorenje (2000),
- Kako sam kopao kanal Dunav-Tisa-Dunav (2003),
- Pet života (2003),
- Glineni golub (2004),
- Veliko spremanje (2005).

Romani
- Kazneni prostor (1982),
- Šegrti u majstoratu (1994),
- Davno i daleko (2001),
- Anđel do anđela (2001),
- Gola seča (2002).

Drame
- Kulin ban (1988),
- Adam Ledolomac (1990),
- Mandragola i halogeni elementi (1994),
- Vlasnik restorana »Radost« (1994).

www.myspace.com/duskotrifunovic